# Торугартський перевал
40°35′00″ пн. ш. 75°25′00″ сх. д. / 40.583333333333° пн. ш. 75.416666666667° сх. д.

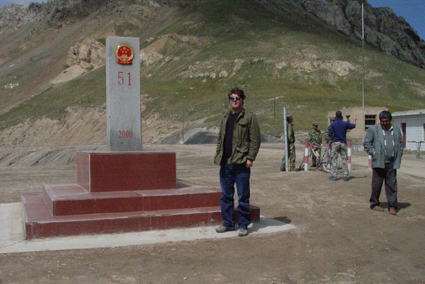

Торугартський перевал (кит.: 图噜噶尔特山口; Піньінь: túlūgáĕrtè shānkŏu) висота 3752 м — перевал на Тянь-Шані на кордоні забезпечує зв'язок Наринської області Киргизстану і Сіньцзяну в Китаї.
Мальовниче озеро Чатир-Куль знаходиться на киргизькому боці кордону. Дорога на Нарин, Баликчи і далі на Бішкек (400 км) є вузькою і взимку майже непрохідною через сильні снігопади і лавини. З китайського боку Торугартська митниця (吐尔尕特口岸) знаходиться за 110 км від перевалу в повіті Улугчат Кизилсу-Киргизькій автономній префектурі. Перевал знаходиться за 165 км від Кашгара, 170 км від Артуша і 1 630 км від Урумчі.
Росія і Китай першу митницю на перевалі заснували в 1881. У 1906, Російський Китайсько-Російських Транспортний Банк профінансував будівництво дороги від перевалу до Кашгару на 20 млн рублів. В 1952, головний транспортний шлях перенесли з Торугартського перевалу до Іркештамського перевалу, на 165 км південніше. У 1969, рух перевалами був закритий через Радянсько-китайський розкол, і відновлений в 1983. В 1995, Торугартська митниця була перенесена на нижчу висоту (2000 м), ближче до Кашгара (57км).
Наразі проектується залізниця через перевал від Кашгара до Ферганської долини.